# Piramide Vincent
La Piramide Vincent (4.215 m s. n. m.), la "Pirámide Vincent" llamada en alemán Vincentpyramide y el francés Pyramide Vincent, es una montaña del macizo del monte Rosa en los Alpes Peninos. 
Se encuentra por completo en el territorio italiano a lo largo de la divisoria de aguas que desciende del Ludwigshöhe divide el alto valle del Lys del alto Valsesia. La cima está rodeada al oeste por el glaciar del Lys, al sur por el glaciar de Indren y al este por el glaciar de las Piode.
La cima fue ascendida por vez primera el 5 de agosto de 1819 por Nicola Vincent, alpinista de Gressoney. Hoy la cima se alcanza normalmente partiendo de la cabaña Giovanni Gnifetti o desde el refugio Ciudad de Mantua. Se recorre el glaciar del Lys y luego, pasando bajo el Balmenhorn, se alcanza la fácil cara norte.
Según la clasificación SOIUSA, la Pirámide Vincent pertenece:
- Gran parte: Alpes occidentales
- Gran sector: Alpes del noroeste
- Sección: Alpes Peninos
- Subsección: Alpes del Monte Rosa
- Supergrupo: Grupo del Monte Rosa
- Grupo: Macizo del Monte Rosa
- Código: I/B-9.III-A.2

## Enlaces externos

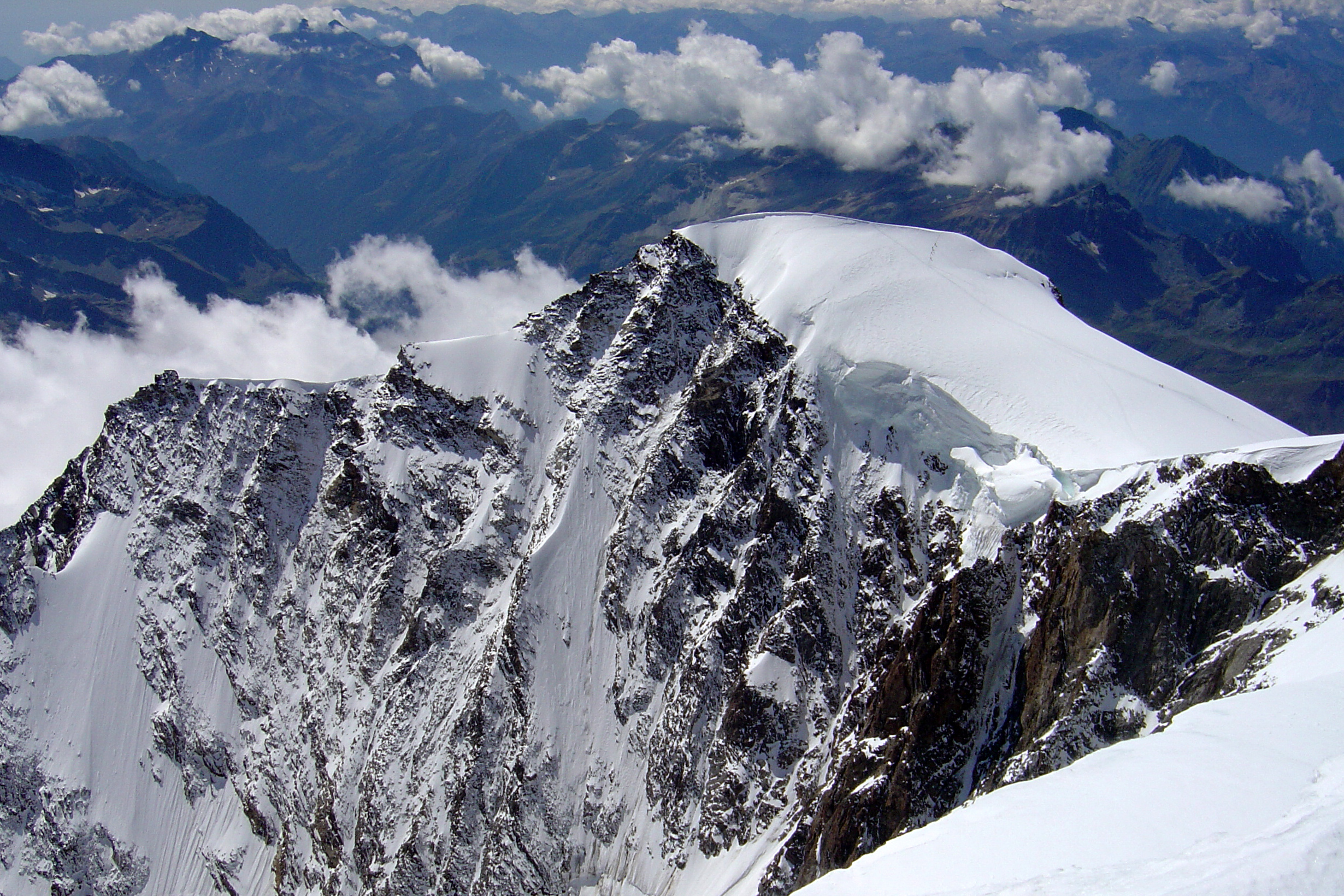
La Piramide Vicent vista desde la Parrotspitze/Punta Parrot.